# Chiara 222
Vous lisez un « bon article » labellisé en 2019.
Chiara 222 (née le 16 avril 2003 à Bahrenfleth, morte le 24 avril 2019) est une jument de robe grise, inscrite au stud-book du Holsteiner, montée en saut d'obstacles. Cette fille de Contender naît dans la région de l'Oldenbourg. Après des débuts fructueux sous la selle du cavalier irlandais Cameron Hanley, elle est récupérée par l'Allemand Ludger Beerbaum, avec qui elle décroche trois médailles d'argent, aux championnats d'Europe de dressage et de saut d'obstacles 2013 par équipes, en finale de la Coupe du monde de saut d'obstacles 2013-2014 en individuel, puis aux Jeux équestres mondiaux de 2014 par équipes. Elle est euthanasiée en avril 2019, à l'âge de 16 ans, des suites d'une crise de coliques, sans pouvoir bénéficier d'une retraite.
Chiara 222 se distingue par un style de saut atypique, avec un port de tête relevé et un passage d'antérieurs bas. Son caractère est réputé très doux, puisque Ludger Beerbaum laisse sa fille monter cette jument.

## Histoire

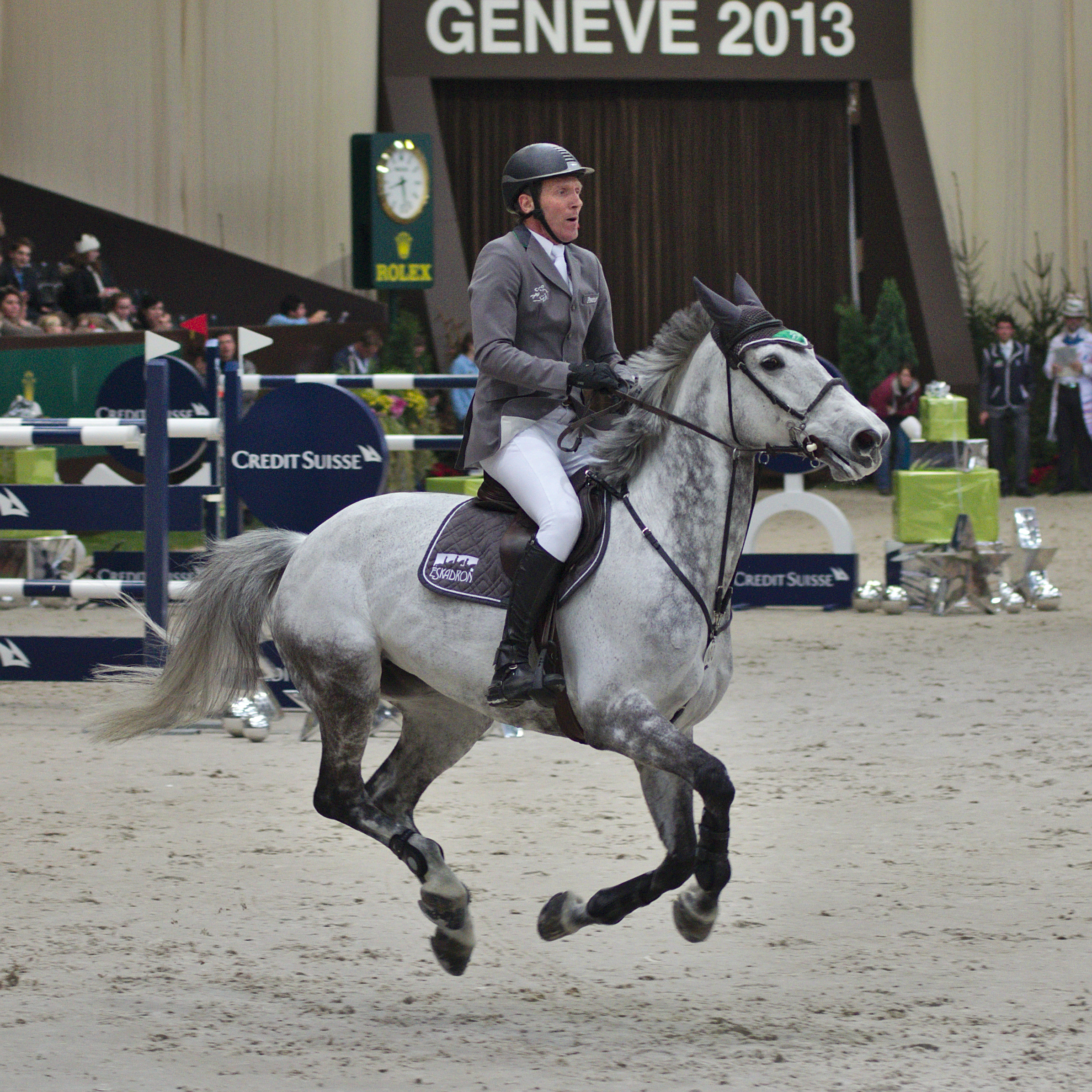
Ludger Beerbaum et Chiara 222 au CHI de Genève de 2013.

Chiara 222 naît le 16 avril 2003 à l'élevage de Guenter Schueder, à Bahrenfleth en Allemagne. Bien qu'il s'agisse d'une jument inscrite au stud-book du Holsteiner, elle naît au cœur de la région de l'Oldenbourg. Son éleveur la décrit comme une pouliche tout à fait normale, et la vend aux enchères à l'âge de deux ans et demie. Elle est acquise par Anna Gkouskova.
Sa carrière au plus haut niveau débute à l'âge de 8 ans, en 2011, avec le cavalier irlandais Cameron Hanley, qui l'amène jusqu'au niveau 1,45 m, sur une victoire dès sa première épreuve au Concours de saut international deux étoiles (CSI2*). Après un bref passage par les écuries italiennes de Giulia Martinengo Marquet, le temps de 4 concours en juin 2011, elle est montée par le cavalier allemand Ludger Beerbaum à partir de septembre,. Elle appartient à Madeleine Winter-Schulze, la propriétaire des chevaux de Ludger Beerbaum, depuis septembre 2011,.
L'entente avec Beerbaum se révèle immédiate. Dès 2012, ils décrochent la seconde place de la Coupe George V à Hickstead ; l'année suivante, ils décrochent deux étapes en Coupe des nations, et sont médaillés d'argent par équipes en Championnat d'Europe. Le couple est sélectionné par Otto Becker pour représenter l'Allemagne lors des Jeux équestres mondiaux de 2014. En novembre 2014, Chiara souffre de coliques à l'arrivée au CSI5* de Doha, ce qui pousse Ludger Beerbaum à concourir avec son autre cheval, Zinedine, pour la préserver.
Chiara 222 participe à la finale Coupe du monde de 2017 à Omaha, malgré une saison hivernale en demi-teinte. En novembre 2018, elle remporte le dernier tour de qualification au Global Champions Tour.
Sa dernière compétition est une victoire sur 1,60 m à Doha, début mars 2019,, où elle signe le double sans-fautes le plus rapide des trois parcours : Beerbaum souligne à cette occasion la grand expérience de sa jument. Elle souffre d'une crise de coliques peu après, qui entraîne son euthanasie un mois plus tard, le matin du 24 avril 2019, à l'âge de 16 ans, en raison d'une brusque dégradation de son état de santé, et de l'absence de récupération après son opération,,,,,,. Ludger Beerbaum déclare être affecté par la perte de sa jument.

## Description

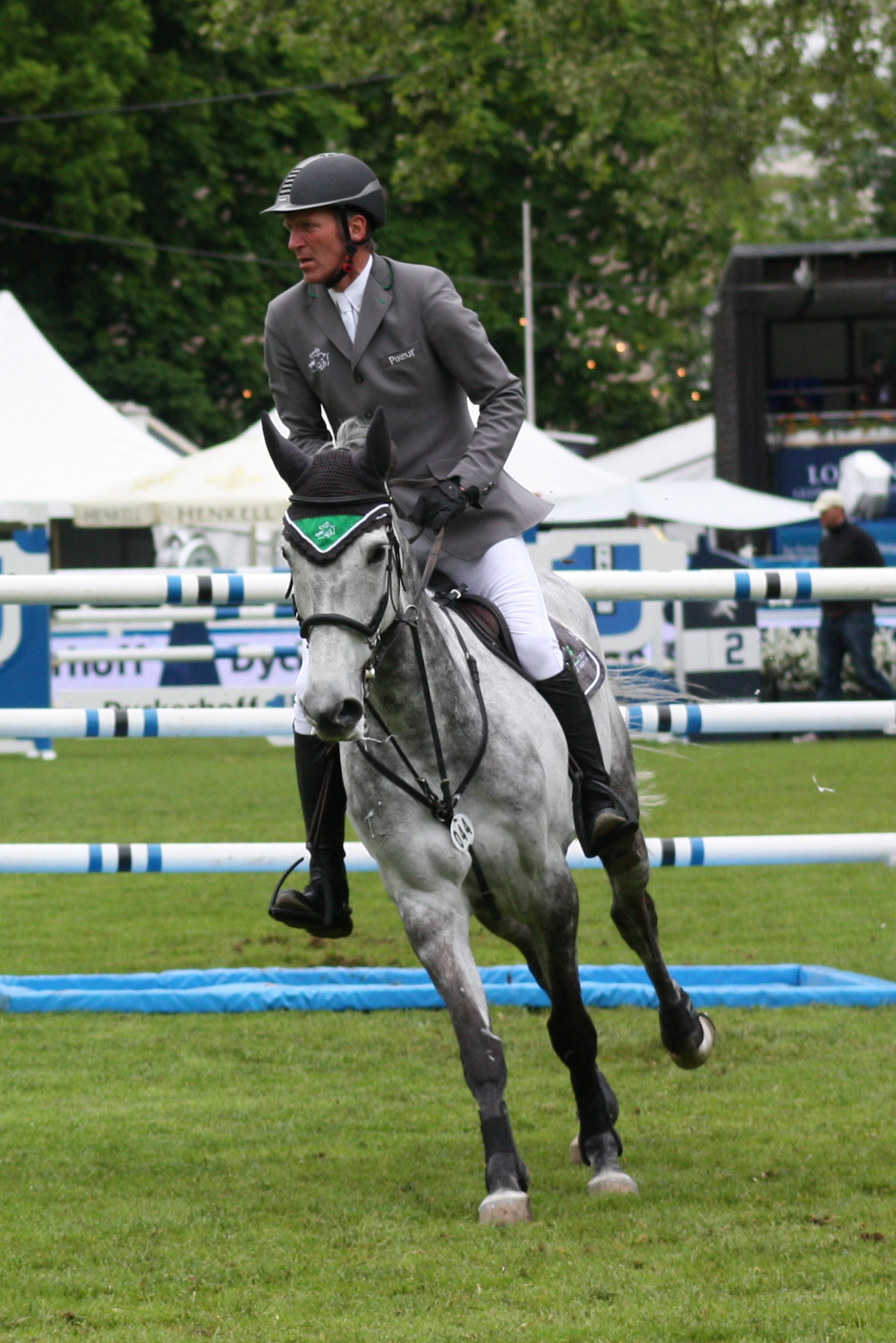
Chiara 222 montée par Ludger Beerbaum à l'Internationales Wiesbadener Pfingstunier 2013, CSI5* Eröffnungsspringen.

Chiara 222 est une jument inscrite au stud-book du Holsteiner. Sa robe grise, originellement pommelée, est devenue de plus en plus claire au fil des années. La jument s'est montrée aussi à l'aise sur les concours en extérieur qu'en intérieur. Chiara 222 présente des atypies dans son mouvement, en particulier un port de tête en l'air, et un geste d'antérieurs assez bas. Ce mouvement de tête est la plus grosse difficulté à maîtriser lorsqu'elle est montée en concours. D'après Beerbaum, Chiara 222 est d'un caractère très doux, puisqu'il laisse sa fille de 7 ans la monter.

## Palmarès
Chiara 222 est l'un des chevaux qui ont le plus marqué la carrière de Ludger Beerbaum, lequel concourt pendant 8 ans avec elle. Elle remporte 15 victoires au cours de sa carrière sportive. Pilier de l'équipe nationale allemande, elle participe trois fois au très réputé concours hippique international officiel d'Aix-la-Chapelle, et se place à chacune de ses participations.

### Saison 2011
Chiara 222 est montée par trois cavaliers différents durant la saison 2011 : Cameron Hanley en début d'année, Giulia Martinengo Marquet au mois de juin, puis Ludger Beerbaum à partir de septembre,.
- 6 février 2011 : vainqueur du Grand prix du CSI2* de Treffen[25],[5].
- 26 octobre 2011 : 7e des Equita'Masters à 1,60 m, au Concours de saut international 5 étoiles classement Coupe du monde (CSI5*-W) de Lyon[1].

### Saison 2012
- 16 février 2012 : seconde du Grand Prix à 1,55 m au CSI3* de Neumünster[1] .
- 18 avril 2012 : 4e du Grand Prix à 1,55 m au CSI3* de Bois-le-Duc[1].
- 14 juin 2012 : 7e de l'étape Global Champions Tour à 1,50 m au CSI5* de Cannes[1].
- 3 juillet 2012 : 8e du Prix de Rhénanie-du-Nord-Westphalie à 1,55 m au Concours de saut international olympique 5 étoiles (CSIO5*) d'Aix-la-Chapelle[1].
- 19 juillet 2012 : 3e de la Coupe des nations de Grande-Bretagne à 1,60 m au CSIO5* d'Hickstead ; seconde de la Coupe George V à 1,60 m[1].
- 14 septembre 2012 : 7e du Prix Nissan à 1,45 m et 8e du Grand Prix de la Ville de Lausanne à 1,45 m-1,50 m au CSI5* de Lausanne
- 31 octobre 2012 : 4e des Equita'Masters à 1,60 m, au CSI5*-W de Lyon[1].
- 6 décembre 2012 : 3e de la Coupe de Genève à 1,50 m, au CSI5* de Genève[1].

### Saison 2013

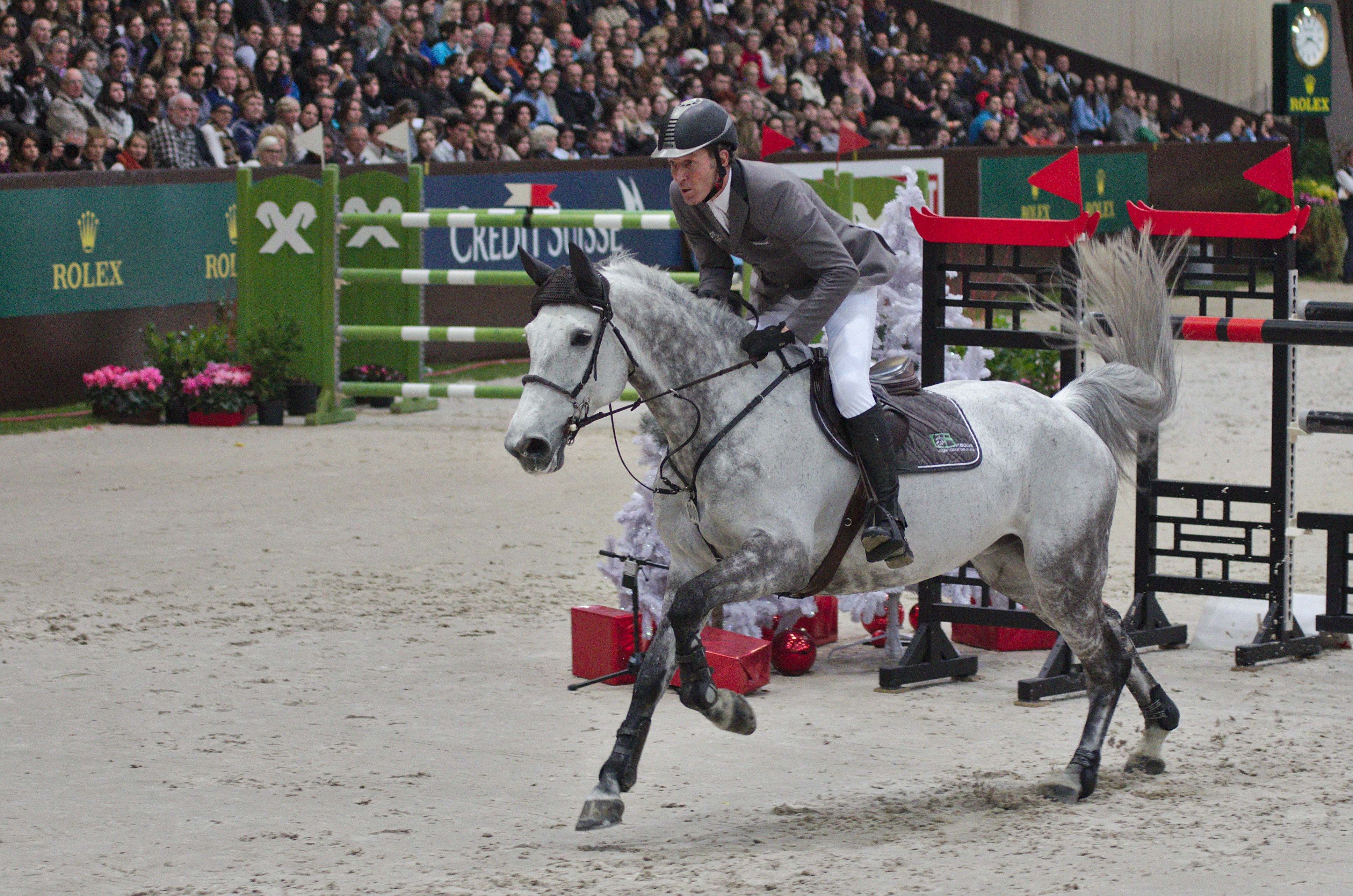
Chiara 222 montée par Ludger Beerbaum au CHI5* de Genève, en décembre 2013.

Elle est 23e du classement mondial des chevaux d'obstacle établi par la WBFSH en octobre 2013.
- 8 février 2013 : 7e du Prix à 1,50 m au CSI5* de Bordeaux[1].
- 27 mars 2013 : 4e du Grand Prix Al Shaqab à 1,60 m au CSI5* de Doha[1].
- 18 mai 2013 : 4e du Grand Prix Global Champions Tour à 1,60 m du CSI5* de Wiesbaden[1].
- 20 juin 2013 : vainqueur de l'étape Coupe des nations à 1,60 m du CSIO5* de Rotterdam[1].
- 25 juin 2013 : 3e de l'épreuve à 1,50 m du CSIO5* d'Aix-la-Chapelle ; 6e du Grand Prix à 1,60 m[1].
- 2 août 2013 : vainqueur de l'étape Coupe des nations à 1,60 m du CSIO5* de Hickstead[1].
- 4 août 2013 : 5e du Grand Prix à 1,60 m du CSIO5* de Hickstead[1].
- 21 août 2013 : médaille d'argent par équipes et 6e en individuel à 1,60 m aux championnats d'Europe à Herning[1].
- 8 septembre 2013 : Vainqueur de l'épreuve à 1,60 m du CSI5* de Donetsk[1].
- 23 novembre 2013 : seconde du Grand Prix Al Shaqab à 1,60 m, au CSI5* de Doha[1].
- 8 décembre 2013 : 5e du Grand Prix Gucci à 1,60 m, au CSI5* de Paris[1],[27].

### Saison 2014

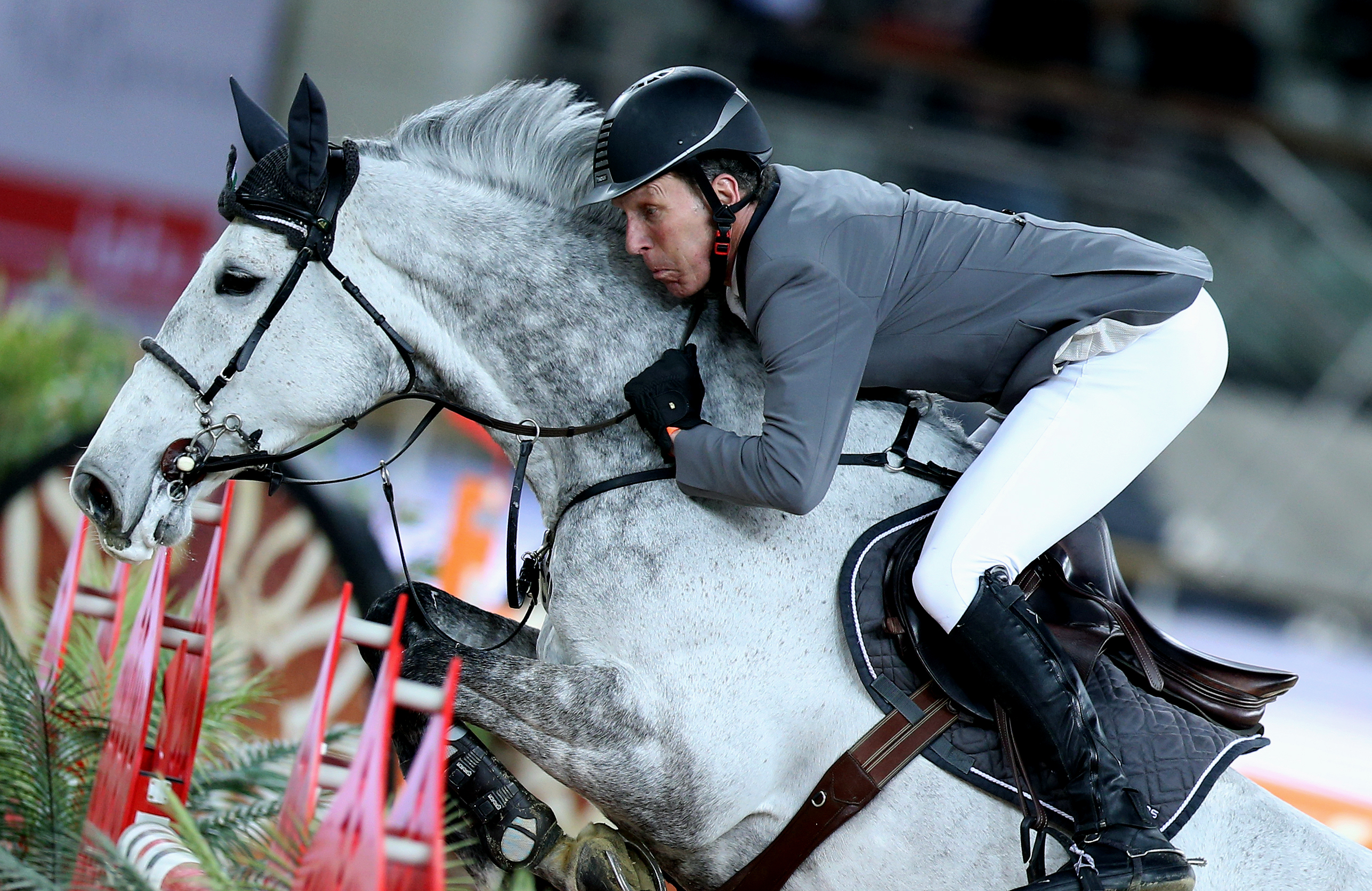
Chiara 222 montée par Ludger Beerbaum au CSI5* Al Shaqab à Doha, en mars 2014.

Élue meilleur cheval d'Allemagne en 2014, elle est classée 4e meilleur cheval d'obstacles mondial au classement de la WBFSH en juin, puis 7e du même classement en octobre.
- 12 janvier 2014 : seconde du Grand Prix à 1,60 m du CSI5* de Bâle, Halle Saint-Jacques[1].
- 28 février 2014 : 4e d'une épreuve à 1,50 m sur l'étape Coupe du monde du CSI5* de Göteborg[1].
- 15 mars 2014 : vainqueur du Grand Prix Al Shaqab 2014 à 1,60 m au CSI5* de Doha[1].
- 21 avril 2014 : médaille d'argent individuelle en finale de la coupe du monde, à 1,50 m-1,60 m, à Lyon[1].
- 23 mai 2014 : 3e de l'étape Coupe des nations à 1,60 m du CSIO5* de Rome[1].
- 20 juin 2014 : 3e de l'étape Coupe des nations à 1,60 m du CSIO5* de Rotterdam[1].
- 20 juillet 2014 : 8e du Grand prix Rolex à 1,60 m du CSIO5* d'Aix-la-Chapelle[1].
- 2 août 2014 : 3e de l'étape Global Champions Tour à 1,60 m de Valkenswaard[1].
- Septembre 2014 : 33e en individuel aux Jeux équestres mondiaux de 2014, à Caen, 4e par équipes[1].
- 19 septembre 2014 : 5e de l'épreuve à 1,60 m Global Champions Tour, à Ebreichsdorf - Magna Racino[1].
- 11 octobre 2014 : 5e de l'épreuve Coupe du monde (troisième épreuve) à 1,60 m, à Barcelone[1].

### Saison 2015

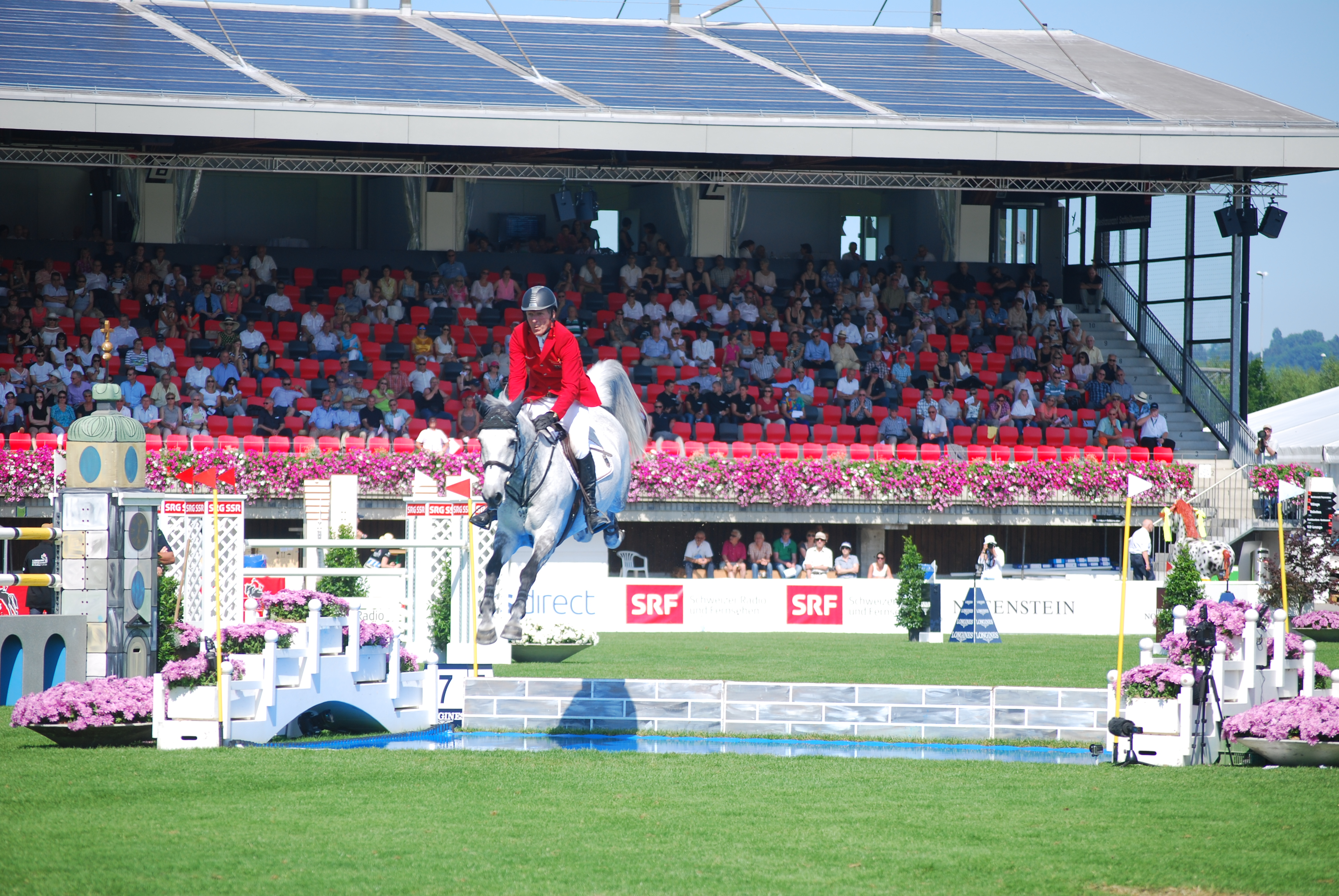
Chiara 222 montée par Ludger Beerbaum au CSIO5* de Saint-Gall en juin 2015.

Chiara 222 est considérée comme l'un des meilleurs chevaux d'obstacles du monde sur l'année 2015. Elle se place 13e du classement mondial de la WBFSH établi en octobre.
- 4 mars 2015 : 6e d'une épreuve à 1,50 m au CSI5* Al Shaqab de Doha[1].
- 14 mars 2015 : 5e de l′Audi Prijs, épreuve à 1,55 m au CSI5* de Bois-le-Duc[1].
- 1er mai 2015 : 3e d'une épreuve à 1,50 m au CSI5* Global Champions Tour de Madrid[1].
- 3 mai 2015 : 4e d'une épreuve à 1,55 m au CSI5* Global Champions Tour de Madrid[1].
- 16 mai 2015 : 8e du Grand Prix à 1,60 m du CSI5* Global Champions Tour de Hambourg[1].
- 31 mai 2015 : 4e du Grand Prix à 1,60 m du CSI5* d'Aix-la-Chapelle[1].
- 5 juin 2015 : 5e de l'étape Coupe des nations à 1,60 m du CSIO5* de Saint-Gall[1].
- 19 juin 2015 : 4e de l'étape Coupe des nations à 1,60 m du CSIO5* de Rotterdam[1].
- 21 juin 2015 : 5e du Grand Prix à 1,60 m du CSIO5* de Rotterdam[1].
- juillet 2015 : vainqueur du Grand Prix à 1,60 m du CSIO5* de Mannheim ; 4e de l'étape Coupe des nations à 1,60 m[1].
- août 2015 : 13 e en individuel et médaille d'argent par équipes aux championnats d'Europe de saut d'obstacles, sur 1,60 m, à Aix-la-Chapelle[1].
- 26 septembre 2015 : 6e de la finale à 1,60 m du CSIO5* étape Coupe des nations à Barcelone[1].
- 14 novembre 2015 : 7e du Grand prix à 1,60 m du CSI5* Global Champions Tour Al Shaqab à Doha[1].
- 21 décembre 2015 : seconde du Grand Prix à 1,60 m du CSI5*-W (étape Coupe du monde) de Londres[1].

### Saison 2016
- 5 mars 2016 : vainqueur du Grand Prix à 1,60 m du CSI5* de Doha[1].
- 13 mai 2016 : 4e de l'épreuve à 1,60 m du CSIO5* étape Coupe des nations de La Baule[1].
- 28 mai 2016 : vainqueur du Grand Prix à 1,60 m du CSI5* Global Champions Tour de Chantilly[31],[1].
- 15 juillet 2016 : 3e du Preis von Nordrhein-Westfalen à 1,55 m au CSIO5* d'Aix-la-Chapelle[1].
- 29 juillet 2016 : vainqueur de l'étape Coupe des nations à 1,60 m du CSIO5* d'Hickstead
- 25 septembre 2016 : 3e de la Coupe de la ville de Barcelone à 1,55 m, au CSIO5* de Barcelone[1].
- 5 novembre 2016 : 5e de l'épreuve à 1,50 m-1,55 m au CSI5* Global Champions Tour de Doha[1].
- 24 novembre 2016 : seconde de l'épreuve à 1,50 m au CSI5*-W de Madrid[1].
- 26 novembre 2016 : 3e de l'étape Coupe du monde à 1,50 m, à Madrid[1].

### Saison 2017
- 4 février 2017 : 7e de l'étape Coupe du monde à 1,40 m-1,60 m de Bordeaux[1].
- 19 mars 2017 : 4e du Grand prix Hermès à 1,60 m à Paris[1].
- 27 mars 2017 : 3e du Grand prix de la finale Coupe du monde à 1,60 m d'Omaha[1].
- 28 avril 2017 : 7e de l'épreuve à 1,50 m-1,55 m au CSI5* Global Champions Tour de Shanghai[1].
- 27 mai 2017 : seconde de l'épreuve à 1,55 m-1,60 m au CSI5* Global Champions Tour de Hambourg[1].
- 19 juillet 2017 : seconde du Turkish Airlines-Preis von Europa à 1,55 m au CSIO5* étape grand chelem d'Aix-la-Chapelle[1].
- 11 novembre 2017 : 3e de l'épreuve à 1,45 m du CSI3* de Maastricht[1].
- 24 novembre 2017 : 3e de l'épreuve à 1,55 m du CSI5*-W de Madrid[1].
- 8 décembre 2017 : 3e de l'épreuve à 1,50 m-1,55 m du CSI5*-W de La Corogne[1].

### Saisons 2018 et 2019
- 8 avril 2018 : 6e du Grand Prix à 1,50 m du CSI3* de Lanaken[1].
- 20 avril 2018 : 4e de l'épreuve à 1,50 m-1,60 m du CSI5* Global Champions Tour de Shanghai[1].
- 11 août 2018 : vainqueur de l'épreuve à 1,55 m du CSI5* Global Champions Tour de Valkenswaard[1].
- 25 août 2018 : 3e de l'épreuve à 1,45 m du CSI4* de Münster[1].
- 29 septembre 2018 : seconde de l'épreuve à 1,55 m du CSI5* de Waregem[1].
- 28 octobre 2018 : vainqueur de l'épreuve à 1,45 m du CSI5*-W de Vérone[1].
- 8 novembre 2018 : vainqueur de l'épreuve à 1,50 m-1,55 m du CSI5* Global Champions Tour Al Shaqab de Doha[1].
- 24 novembre 2018 : 4e de l'épreuve à 1,50 m du CSI5*-W de Madrid[1].
- 9 décembre 2018 : 4e de l'épreuve à 1,45 m du CSI5*-W de La Corogne[1].
- 30 décembre 2018 : 6e de l'épreuve à 1,45 m du CSI5*-W de Malines[1].
- 8 mars 2019 : vainqueur d'une épreuve à 1,60 m au CHI d'Al Shaqab, à Doha[32].

## Origines
Chiara 222 est une fille de l'étalon Contender et de la jument Larissa, par Coronado 3,,,.